# 真島氏細銀鮈
真島氏細銀鮈（学名：Squalidus gracilis majimae）为輻鰭魚綱鯉形目鲤科銀鮈屬的鱼类。分布于亞洲韓國，本魚背鰭硬棘2枚；背鰭軟條7枚；臀鰭硬棘2枚；臀鰭軟條6枚，體長可達10公分。

## 扩展阅读
維基物種上的相關：真島氏細銀鮈